# Інгер Якобсен
Інґер Якобсен (норв. Inger Jacobsen; нар. 13 жовтня 1923, Осло — пом. 21 липня 1996, Осло) — норвезька співачка та акторка, відома на міжнародному рівні своєю участю на Євробаченні 1962 року.

## Кар'єра
Якобсен зробила свої перші записи під час Другої світової війни і стала популярною співачкою та актрисою у повоєнний час, часто виступаючи на телебаченні та радіо, у фільмах та на сценічних постановках, незадовго до смерті. З 1976 року вона була членом мандрівного «Riksteateret». Найвідоміший її запис: «Frøken Johansen og jeg», який очолив норвезький чарт в 1960 р. 

## Конкурс пісні Євробачення
У 1962 році Якобсен увійшла до Гран-прі  Мелоді в  Норвегії(національний відбір Євробачення) і була обрана представницею країни на сьомому конкурсі пісні Євробачення з піснею «Kom sol, kom regn» («Приходь сонце, приходь дощ»).  Конкурс відбувся у місті Люксембург 18 березня, де «Kom sol, kom regn» фінішувала на десятому місці з 16 робіт, набравши лише два голоси, обидва від французького журі.  
Пізніше Якобсен зробила ще дві невдалі спроби у Гран-прі Мелоді; в 1964 році вона вийшла на четверте місце з «Hvor» («Де»), тоді як її запис «India» 1971 року фінішувала безславно останньою з 12 пісень.  

## Смерть
Як відомо, Якобсен була приватною особою, яка уникала світу знаменитостей і воліла тримати деталі свого особистого життя поза увагою громадськості. Вона померла від раку 21 липня 1996 року у віці 72 років 